# Ioan Suciu
Boldog Ioan Suciu (Balázsfalva, 1907. december 4. – Máramarosszigeti börtön, 1953. június 27.) román görögkatolikus pap, fogaras-gyulafehérvári apostoli adminisztrátor, vértanú.

## Pályafutása
Papi családba született; testvére volt Gheorghe Claudiu Suciu kémikus. Jó barátja volt Tit Liviu Chinezu; mindketten a római Szent Atanáz Pápai Görög Kollégiumban tanultak. Teológiából doktorált, és az Aquinói Szent Tamás Pápai Egyetemen végzett hat évi tanulmányok után 1931. november 29-én pappá szentelték.
Szentelése után visszatért Balázsfalvára, ahol a teológiai akadémia tanárává nevezték ki. Az egyház egyik nagy szónokának és a fiatalok barátjának mondták.

### Püspöki pályafutása
1940. május 22-én nagyváradi görögkatolikus segédpüspökké és moglaenai címzetes püspökké nevezték ki. Július 22-én szentelte püspökké Valeriu Traian Frențiu nagyváradi görögkatolikus püspök, Iuliu Hossu kolozsvár-szamosújvári és Ioan Bălan lugosi püspök segédletével. 1947-ben – miután Alexandru Rusu érsekké való megválasztását az államhatalom nem fogadta el – fogaras-gyulafehérvári apostoli adminisztrátorrá nevezték ki. Októberben ugyanakkor az ő személyi lapját is összeállította a Securitate, melyen szigorú, köztiszteletben álló emberként, hatásos szónokként jellemzik, aki nem tagja ugyan a Nemzeti Parasztpártnak, de ismertek Iuliu Maniu embereivel való kapcsolatai, és „ádáz ellensége a demokratikus rendszernek, amelynek élén dr. Petru Groza áll”.
Szerény. Harmadosztályon utazik, az ütközőn, megveti a kényelmet. Alacsony termetű, szikár, Krisztus harcosának tűnik, hasonlít El Greco alakjaihoz. Nagy szónoki tehetséggel bír. A legelvontabb kérdéseket is oly módon tudja bemutatni, hogy azok a legegyszerűbb elmék számára is érthetőekké válnak. Kellemes a hangszíne, hanghordozása néha nagyon szelíd, máskor rendkívül szigorú, és így hatalmában tartja, elbűvöli hallgatóságát. Mindenki nagyon tiszteli.
1948-ban a román görögkatolikus egyházat betiltották, templomait a román ortodox egyháznak adták, és a püspököket is megpróbálták rábírni az áttérésre. Július 24-én az öt görögkatolikus püspök körlevelet adott ki A görög katolikus egyház papjai és hívei. Ennek az órának a tanúságtétele címmel. Miután a Művelődésügyi Minisztérium szeptember 3-i határozatával eltávolították hivatalából. Szeptember 16-án, egy sikeres lelkipásztori körút után tartóztatták le először Szombattelkén. Október 7-én a többi püspökkel együtt beadványt intézett a köztársaság elnökségéhez és Petru Groza miniszterelnökhöz.
Október 28-án letartóztatták, és az öt másik görögkatolikus püspökkel együtt Dragoslavelébe, majd a Căldărușani kolostorba hurcolták. 1950 májusában a Belügyminisztériumba, majd októberben Máramarosszigetre vitték. A román kommunista rendszer áldozatai közé tartozik. Számos más román és magyar értelmiségivel és egyházi vezetővel együtt politikai fogolyként tartották fogva a máramarosszigeti börtönben, és ott is hunyt el a megpróbáltatások következtében. Az elkülönítés, gyomorbaj, éheztetés és hideg miatt hunyt el a 44-es cellában.
A máramarosszigeti Szegények temetőjében földelték el jeltelen sírba, melynek pontos helye ma is ismeretlen. Fogva tartása eljárás és elítélés nélkül történt.

## Emlékezete

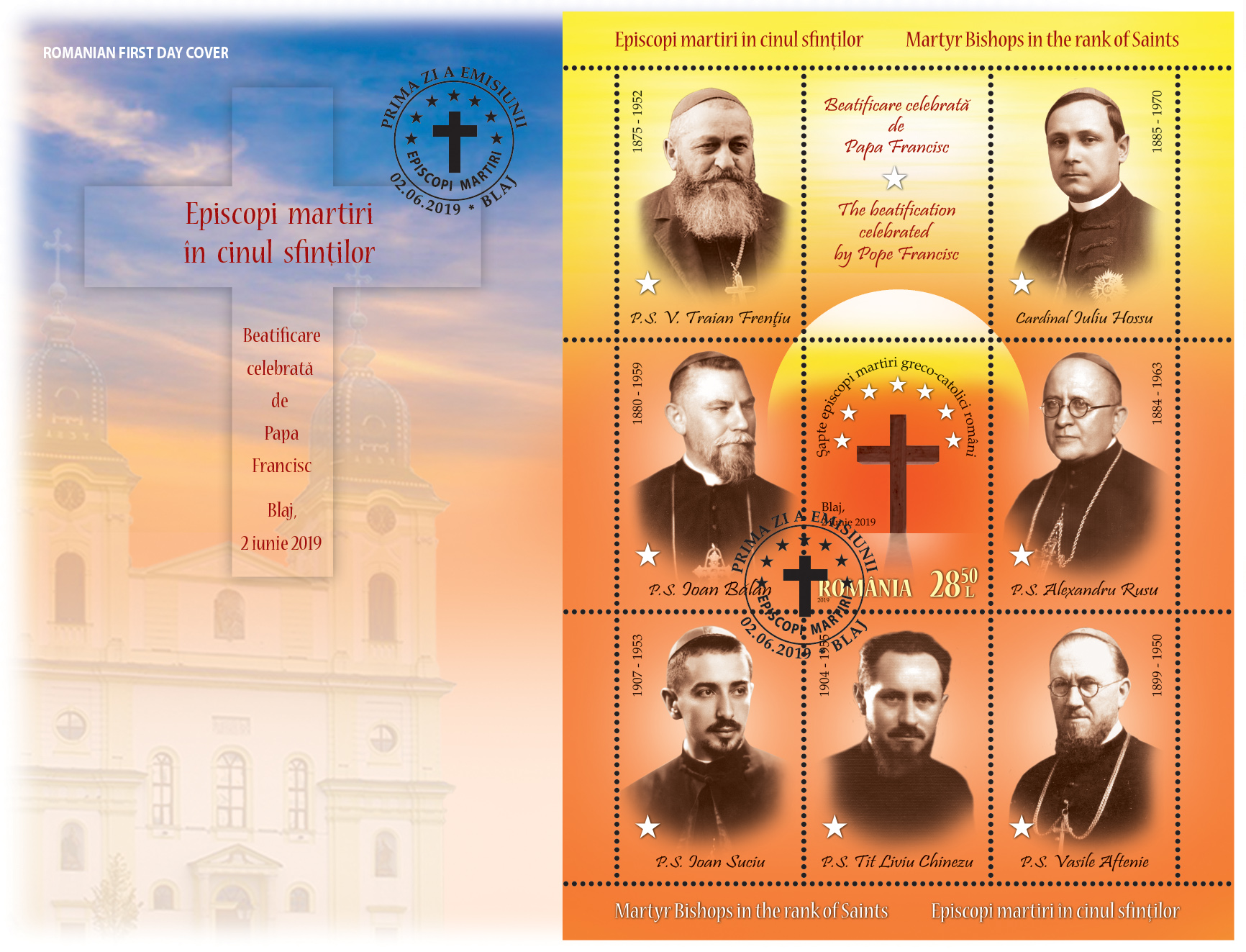
Ioan Suciu és vértanútársai a boldoggáavatás emlékére kiadott bélyegblokkon

A vértanú görögkatolikus püspökök boldoggá avatását 1994-ben kezdeményezte a román görögkatolikus egyház. Ferenc pápa 2019. március 19-én jóváhagyta Ioan Suciu és hat társa boldoggá avatási dekrétumát. A pápa romániai látogatása alkalmával, 2019. június 2-án a balázsfalvi Szabadság mezején avatta őket boldoggá.